# 申屠令堅
申屠令堅（？—975年），五代十国南唐官员，山東人。
年少無賴，勇敢絶人。后晋、后汉时爲盜，被拿獲，因买酒给守吏喝，乘守吏喝醉，破械逃到南唐。唐元宗保大末年，在寿春抵御后周军，攻破城南大砦有功，擢升为神武都虞候，官至吉州刺史。975年，金陵城破，後主李煜降北宋，他和袁州刺史劉茂忠相約不以国主存亡易節，誓死報國。二年前，申屠令堅睡觉夢见與人相斗，大呼而醒，于是让侍婢歌舞，喧笑達旦，才能重新入睡。这时好像與人在帳中搏擊，过了一会就去世了。而刘茂忠却归降宋朝。